# Ned Leeds
Edward "Ned" Leeds é um personagem fictício que aparece nos quadrinhos americanos publicados pela Marvel Comics. Ele geralmente aparece nas histórias do Homem-Aranha, é um repórter do Clarim Diário, e namorado de Betty Brant. Leeds é conhecido nos quadrinhos como sendo o super vilão do Homem-Aranha, o Duende Macabro. A primeira aparição de Leeds foi em The Amazing Spider-Man #18, novembro de 1964.
Ficou internacionalmente popular após ser interpretado por Jacob Batalon no Universo Cinematográfico Marvel (MCU), aparecendo em Spider-Man: Homecoming (2017), Avengers: Infinity War (2018), Avengers: Endgame (2019), Spider-Man: Far From Home (2019), The Daily Bugle (2019-2022) e Spider-Man: No Way Home (2021). Segundo Tom Holland, ator de Peter Parker / Homem-Aranha no UCM, Leeds é equivalente a Harry Osborn no UCM. Especulações diziam que Ned Leeds do UCM se tornaria o Duende Macabro em Spider-Man: No Way Home, algo que não aconteceu, porém em uma arte conceitual, Leeds usaria o planador do Duende Verde em algum momento da batalha final, referenciando o Duende Macabro.
Especulações e rumores diziam que no 4º filme do Homem-Aranha no UCM, Ned Leeds seria o Duende Macabro, mas agora que "Spider Man: A Brand New Day" foi anunciado, os rumores meio que caíram por terra.